# Mała Zahoriwka
Mała Zahoriwka (ukr. Мала Загорівка) – wieś na Ukrainie, w obwodzie czernihowskim, w rejonie niżyńskim, w hromadzie Borzna. W 2001 liczyła 628 mieszkańców, spośród których 615 wskazało jako ojczysty język ukraiński, a 13 rosyjski.